# پل جاسوسان

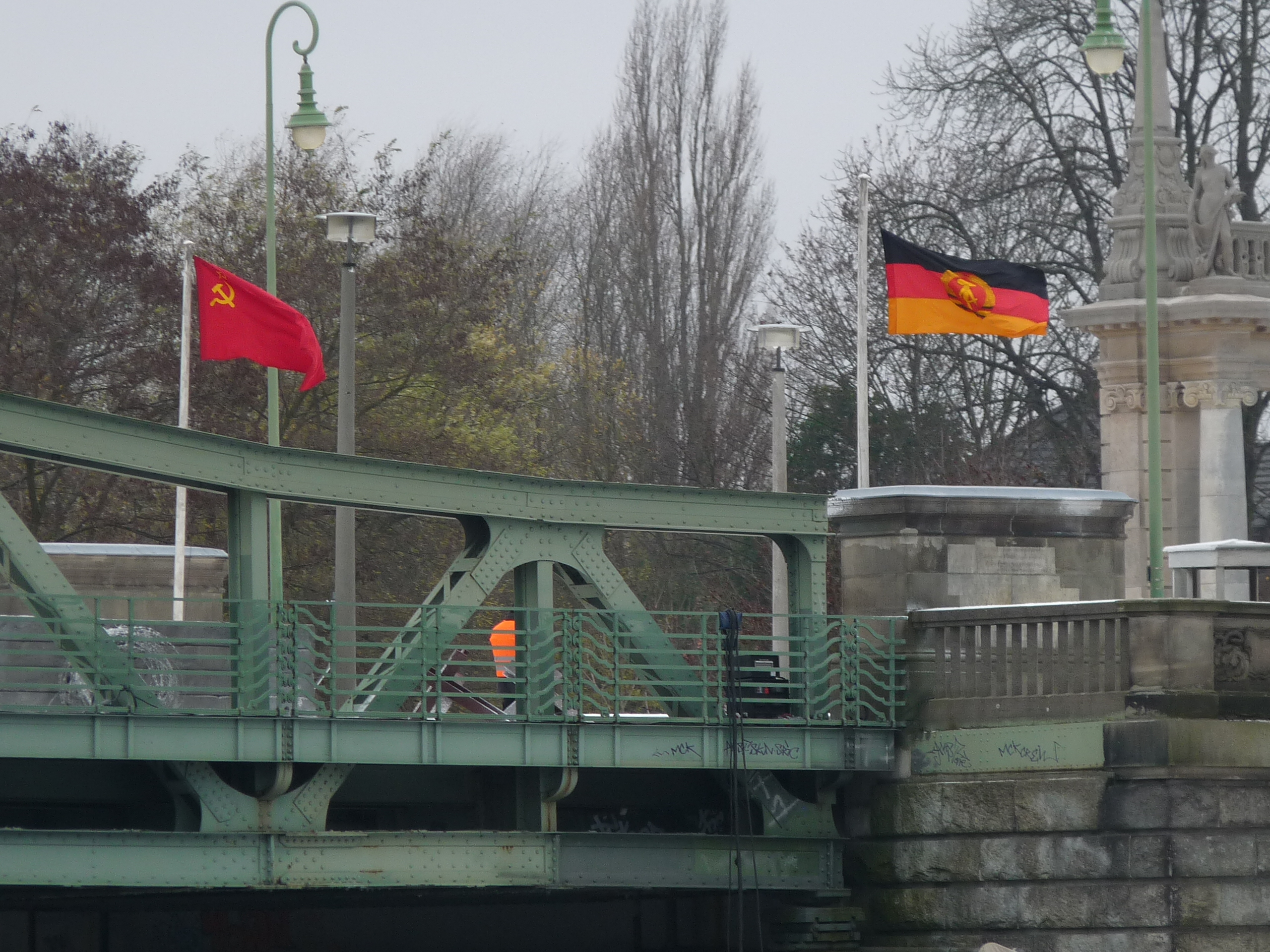
پل گلینیک در جریان فیلمبرداری پل جاسوسان (۲۰۱۵)

پل جاسوسان (انگلیسی: Bridge of Spies) یک فیلم درام تاریخی و مهیج بر اساس داستانی واقعی از دوره‌ای مهم از زندگی جیمز داناوان به کارگردانی استیون اسپیلبرگ است. برادران کوئن به همراه مت چارمن فیلم‌نامهٔ این فیلم را نوشته‌اند.
برای فیلمبرداری از پل گلینیک استفاده شد که بین برلین و پوتسدام واقع است و در جریان جنگ سرد به منظور تبادل اسرا استفاده می‌شد. این پل برای فیلمبرداری این فیلم در یک آخر هفته از ماه نوامبر به روی ترافیک بسته شد.
این فیلم ۱۶ اکتبر ۲۰۱۵ در آمریکای شمالی اکران شد.

## داستان
هدف اصلی فیلم دربارهٔ داستان واقعی نجات جان سربازان وفادار به وطن و انسان‌های بسیار بواسطه مذاکره و دیپلماسی یک وکیل مجرب و شهروند ساده ایالات متحده به نام جیمز داناوان است که پس از تبادل یک سرباز شوروی به نام رودلف ایبل (با بازی مارک رایلنس) با یک سرباز ایالات متحده به نام فرانسیس گری پاورز و یک دانشجو در سال ۱۹۶۲، همان‌طور که در متن پایانی فیلم مطرح می‌شود وقتی در ۲۱ دسامبر ۱۹۶۲ قراردادی بین داناوان و فیدل کاسترو برای تبادل ۱۱۱۳ زندانی در قبال ۵۳ میلیون دلار غذا و دارو امضا می‌شود داناوان در ۳ ژوئیه ۱۹۶۳ نهایتاً موفق می‌شود که ۹۷۰۳ مرد، زن و کودکان اسیر را نیز از بازداشت در کوبا نجات دهد. اما محور اصلی سناریوی فیلم نشان‌دهنده این است که داناوان که رودلف را به خاطر وفادار بودن به وطنش روسیه تحسین می‌کرد، با دوراندیشی خود جان رودلف را با این استدلال که بعداً نیاز به تبادل اسرا خواهد شد نجات می‌دهد (استدلالی که داناوان برای متقاعد کردن قاضی به کار می‌برد). به خاطر این دوراندیشی داناوان، مدتی بعد که یک سرباز آمریکایی اسیر روسیه می‌شود دولت ایالات متحده برای اینکه مذاکره بدون نام بردن از دخالت دولت‌ها انجام شود داناوان را انتخاب می‌کند از طرفی روسیه نیز به صورت نامحسوس نامه‌ای را به آمریکا می‌فرستد تا به صورت غیر مستقیم رضایت به مبادله اسرا را اعلام کند. پاورز، سرباز ایالات متحده با فناوری جدید هواپیمای جاسوسی لاکهید یو-۲ قرار بود از ارتفاع ۷۰ هزار پایی (ارتفاعی که روسها را پس از دستگیری پاورز، به این فناوری علاقه‌مند کرده بود) از تأسیسات نظامی روسیه در مرز ترکیه عکسبرداری کند که مورد اصابت موشک‌های سم شوروی قرار می‌گیرد و خلبان با چتر فرود می‌آید. اما در این دوره تاریخی دیوار برلین تازه ساخته شده‌است و آلمان شرقی در شرایط نابسامانی قرار دارد که شوروی به خاطر منافع سیاسی خود حاضر به بازسازی آن نیست از این رو سیاست‌مداران آلمان نیز یک دانشجوی اقتصاد ساده آمریکایی را در حین ملاقات دوست دختر آلمانی‌اش اسیر می‌کنند با این بهانه که پایان‌نامه وی تحقیق دربارهٔ اقتصاد کمونیستی بوده‌است. هدف آلمان شرقی این بود که با تبادل این دانشجو با سرباز اسیر روسی و آزاد نشدن سرباز آمریکایی برای خودشان از روسیه مرکز سیاسی شوروی امتیازاتی بگیرند.
داناوان سیاست‌مدار آلمان را تهدید می‌کند که اگر آلمان دانشجو را آزاد نکند تبادل سرباز روسی با آمریکایی انجام نخواهد شد و از موضع خودش عقب نمی‌کشد
و این‌گونه هم از سوءاستفاده سیاستمداران آلمان شرقی از شرایط موجود جلوگیری می‌کند هم دانشجوی بیگناه را نجات می‌دهد. منطق و آنطور که در داستان فیلم نیز مطرح می‌شود «ایستادگی» داناوان بر سر تصمیمش و مصمم بودن وی موجب موفق شدن او می‌شود. از نکاتی که در فیلم مطرح می‌شود شکنجه (شکنجه روانی منع خواب) سرباز آمریکایی در روسیه و عدم شکنجه سرباز روسی در آمریکا اما حکم اعدام اوست که منحل می‌شود همچنین هر دو سرباز هیچ‌گونه اطلاعاتی را فاش نمی‌کنند اما سرباز آمریکایی مورد استقبال گرم هموطنانش قرار می‌گیرد هرچند سرباز روسی با استقبال سردی مواجه می‌شود (از نگرانی‌هایی که داناوان طی داستان فیلم از سفیر روسیه در آلمان سؤال می‌کند که عاقبت سرباز وفادار روسی پس از تبادل چه خواهد شد). طی ماجرای فیلم، تلویزیون ایالات متحده هواپیمای پاورز را با عنوان هواپیمای هواشناسی ناسا معرفی می‌کند نه هواپیمای نظامی شناسایی مواضع شوروی. دفاع داناوان از سرباز روسی و نجات جان وی از اعدام پیش از اسیر شدن سرباز آمریکایی موجب خشم مردم و حتی حمله مسلحانه به خانه داناوان می‌شود و حتی یکی از پلیس‌های محلی ساده نیز طی رسیدگی به ماجرای حمله به خانه داناوان خود داناوان را به خاطر کارهایش باز و خواست می‌کند اما پس از اینکه تبادل انجام می‌شود داناوان به قهرمان ملی تبدیل می‌شود.

## جوایز
این فیلم در هشتاد و هشتمین دوره جوایز اسکار در رشته‌های بهترین فیلم، بهترین بازیگر نقش مکمل مرد، بهترین فیلمنامه غیر اقتباسی، بهترین موسیقی فیلم، بهترین صداگذاری و بهترین طراحی صحنه نامزد شد. و توانست جایزه بهترین بازیگر نقش مکمل مرد را برنده شود.